# Simaba cedron
Simaba cedron är en bittervedsväxtart som beskrevs av Jules Émile Planchon. Simaba cedron ingår i släktet Simaba och familjen bittervedsväxter. Inga underarter finns listade i Catalogue of Life.